# 阿拉巴馬領地
阿拉巴馬領地（英語：Alabama Territory）是美國歷史上的一個合併建制領土，存在於1817年8月15日至1819年12月14日之間，之後升格為美國第22個州阿拉巴馬州。阿拉巴馬領地系自密西西比領地分裂產生。